# Unione Sportiva Casertana 1959-1960
Questa pagina raccoglie le informazioni riguardanti l'Unione Sportiva Casertana nelle competizioni ufficiali della stagione 1959-1960.

## Rosa
| N. |                    | Ruolo | Calciatore               |
| -- | ------------------ | ----- | ------------------------ |
|    | Italia (bandiera)  | P     | Luigi Albani             |
|    | Italia (bandiera)  | D     | Alessandro Bigazzi       |
|    | Italia (bandiera)  | D     | Francesco Bigoni         |
|    | Uruguay (bandiera) | A     | Washington Cacciavillani |
|    | Italia (bandiera)  | C     | Umberto Castiglioni      |
|    | Italia (bandiera)  | A     | Franco Ferrara           |
|    | Italia (bandiera)  | D     | Erberto Galeotti         |
|    | Italia (bandiera)  | A     | Luigi Galli              |
|    | Italia (bandiera)  | C     | Ernesto Pellegrino       |
|    | Italia (bandiera)  | P     | Sergio Picchi            |
|    | Italia (bandiera)  | P     | Romano Piccolo           |

| N. |                   | Ruolo | Calciatore          |
| -- | ----------------- | ----- | ------------------- |
|    | Italia (bandiera) | C     | Gianfranco Querini  |
|    | Italia (bandiera) | C     | Arcangelo Rigolassi |
|    | Italia (bandiera) | C     | Alfio Riti          |
|    | Italia (bandiera) | A     | Michele Savastano   |
|    | Italia (bandiera) | D     | Giuseppe Savino     |
|    | Italia (bandiera) | D     | Rinaldo Settembrino |
|    | Italia (bandiera) | C     | Ilio Traverso       |
|    | Italia (bandiera) | C     | Giuseppe Trento     |
|    | Italia (bandiera) | C     | Domiziano Vannucchi |
|    | Italia (bandiera) | D     | Carlo Alberto Volpi |